# Салга
Салга (порт. Salga)  —  район (фрегезия) в Португалии,  входит в округ Азорские острова. Расположен на острове Сан-Мигел. Является составной частью муниципалитета  Нордеште. Население составляет 550 человек на 2001 год. Занимает площадь 8,55 км².